# Имединги
Имедингите (на немски: Immedinger) сa саксонски благороднически род по времето на Лиудолфингите. Към тях принадлежи Видукинд, херцог на Саксония в днешна Северозападна Германия (755-810 г.).
Имедингите имат големи владения в Остфален и са наследници на фамилията Видукинд във Вестфалия. Двете фамилии се смятат за противници на Карл Велики. Техният домашен манастир Св. Абдон и Сенен се намира в Рингелхайм.

## Най-известни членове на фамилията
- Матилда, игуменка на манастира Херфорд и нейната внучка
- Света Матилда (* 896, † 14 март 968), дъщеря на граф Дитрих (Теодерих) и Регинлинда, омъжва се през 909 г. във Валхаузен за по-късния източнофранкски крал Хайнрих I Птицелов
- нейната сестра Фредеруна († 10 февруари 917), от април 907 г. съпруга на Карл III крал на Франция
- епископ Майнверк от манастира Падерборн (1009-1036), син на Имед IV
- Света Емма фон Лезум, сестра на Майнверк и съпруга на саксонския граф Лиутгер, най-малкият син на Херман Билунг от род Билунги